# Karol Grünberg
Karol Grünberg (ur. 23 marca 1923 w Drohobyczu, zm. 6 sierpnia 2012) – polski historyk XX wieku, profesor nauk humanistycznych, specjalizujący się w szczególności w problematyce stosunków niemiecko-radzieckich, radziecko-polskich oraz polsko-ukraińskich; autor książek dotyczących hitleryzmu oraz wielokrotnie wznawianych biografii Adolfa Hitlera.

## Życiorys
W 1941 roku ukończył Liceum Ogólnokształcące w Drohobyczu. W latach 1941–1944 przebywał w Kafanie (ZSRR), gdzie pracował w kopalni miedzi.
W latach 1946–1950 pracował w redakcji czasopisma Nowe Drogi, a od 1950 do 1968 roku w Wyższej Szkole Nauk Społecznych w Warszawie. W 1951 roku ukończył studia historyczne na Uniwersytecie Warszawskim pod opieką Żanny Kormanowej. Doktorat uzyskał w 1958 roku w Instytucie Nauk Społecznych, tematem jego rozprawy były Stosunki między polską a rosyjską socjaldemokracją w latach 1900–1905, a promotorem Walentyna Najdus-Smolar. Habilitację uzyskał w 1968 roku w INS na podstawie rozprawy Polskie koncepcje federalistyczne 1864–1918.
W 1968 roku został zatrudniony na stanowisku adiunkta w Instytucie Historii i Archiwistyki Uniwersytetu Mikołaja Kopernika w Toruniu. W 1969 uzyskał stanowisko docenta, w 1977 – profesora nadzwyczajnego. Tytuł profesora otrzymał w 1985 roku. W latach 1976–1984 był kierownikiem Zakładu Historii Powszechnej i Polski XIX i XX wieku. Przeszedł na emeryturę w 1993 roku (pracował ze studentami do 2001 roku).
Był pracownikiem i członkiem rad naukowych takich placówek jak Instytut Krajów Socjalistycznych Polskiej Akademii Nauk w Warszawie (1980–1984) i Główna Komisja Badania Zbrodni Hitlerowskich w Warszawie (1985–1992).

## Wybrane publikacje
- Historia polskiego ruchu robotniczego 1864-1918. Węzłowe zagadnienia, współautor Czesław Kozłowski, Wyższa Szkoła Nauk Społecznych przy KC PZPR, Wydawnictwo "Książka i Wiedza", Warszawa 1962
- Nazi-Front Schlesien. Niemieckie organizacje polityczne w województwie śląskim w latach 1933-1939, Wydawnictwo Śląsk, Śląski Instytut Naukowy w Katowicach, Katowice 1963 (232 ss.)
- Niemcy i ich organizacje polityczne w Polsce międzywojennej, tom 170 serii wydawniczej Omega, Wiedza Powszechna, Warszawa 1970
- Polskie koncepcje federalistyczne 1864-1918, Warszawa 1971
- Polska-Francja. Dziesięć wieków związków politycznych, kulturalnych i gospodarczych (jako współautor), Warszawa 1983
- SS – czarna gwardia Hitlera, Wydawnictwo "Książka i Wiedza", Warszawa 1975, przekład czeski oraz dwa wznowienia 1984 i 1994
- Stosunki radziecko-amerykańskie w latach 1917-1945. Wybór dokumentów, współautorzy Teresa Gilas i Janusz Gilas, Uniwersytet Mikołaja Kopernika, Toruń 1985, ISBN 83-231-0036-5
- Adolf Hitler. Biografia, I wydanie Warszawa 1988, II Warszawa 1989, III Warszawa 1993, wydanie czeskie 1994, wydanie rosyjskie 1995
- Czwarty rozbiór Polski, współautor Jerzy Serczyk, Warszawa 1990
- Życie osobiste Adolfa Hitlera, Warszawa 1991
- Czas wojny 1939-1945. Wykłady z historii, Wydawnictwo Troja, Toruń 1991, ISBN 83-7003-407-1
- Joachim von Ribbentrop. Kariera ministra Trzeciej Rzeszy, współautor Bolesław Otręba, Warszawa 1991
- Polska karta Stalina, Warszawa 1991
- Historia od X do XX wieku. Kronika wydarzeń – Polska i sąsiedzi, praca zbiorowa pod red. Karola Grünberga, Wydawnictwo Troja, Toruń 1992, ISBN 83-900386-0-9
- Ewa Braun – 15 lat z Hitlerem, Warszawa 1993
- Szpiedzy Stalina. Z dziejów wywiadu radzieckiego, Warszawa 1996
- Szpiedzy Hitlera. Z dziejów wywiadu niemieckiego, współautor prof. Antoni Czacharowski, Warszawa 1997
- Hitler-Jugend, Toruń 1998
- Hans Frank na Wawelu, współautor Bolesław Otręba, Wyższa Szkoła Humanistyczno-Ekonomiczna, Włocławek 2001, ISBN 83-88500-13-9